# Gebel Tjaouti
Le Gebel Tjaouti est une formation rocheuse en Égypte. Le rocher est nommé d'après Tjaouti, un ancien fonctionnaire égyptien qui a vécu à la fin de la VIIIe dynastie.
Le rocher est connu pour une série d'inscriptions rupestres connues sous le nom d'inscriptions rupestres du Gebel Tjaouti, découvertes par la « Theban Desert Road Survey ».
Les inscriptions sont aujourd'hui très abîmées, mais ont donné lieu à quelques spéculations car des combats semblent y être mentionnés. L'inscription no 6 semble rapporter l'ouverture d'une route. À proximité de cette inscription a été trouvée une autre, l'inscription no 7, nommant un roi Antef et l'assaut de soldats. La publication de l'inscription voit un lien entre ces deux inscriptions et identifie Antef, avec Antef Ier.
Une autre inscription, la no 1, est importante car elle représente entre autres le signe du scorpion, scorpion qui a été interprété comme étant celui du roi éponyme enterré dans la tome U-j du cimetière Oumm el-Qa'ab à Abydos.

## Biographie
- (en) Maha Farid Mostafa, The Mastaba of SmAj at Naga' Kom el-Koffar, Qift, vol. I : Autobiographies and related scenes and texts, Le Caire, Ministry of Antiquities and Heritage, 2014 (ISBN 978-977642004-5)
- (en) John C. Darnell, Theban Desert Road Survey in the Egyptian Western Desert, vol. 1 : Gebel Tjauti Rock Inscriptions 1-45 and Wadi el-Hol Rock Inscriptions 1-45, Chicago, The Oriental Institute of the University of Chicago, 2002 (ISBN 1-885923-17-1, lire en ligne)